# Laguna del Maule (Caldera)
Die Laguna del Maule ist eine rund 15 × 25 km messende Caldera in den chilenischen Anden, ein kleiner Teil reicht auch in argentinisches Gebiet. Innerhalb der Caldera und zur Gänze in Chile liegt der etwa 70 km² große aufgestaute See Laguna del Maule, zugleich Ursprung des Río Maule. In der Caldera befinden sich außerdem mehrere kleine Stratovulkane, Lavadome und Pyroklastische Kegel, die im Pleistozän und Holozän entstanden sind. 
Im Vulkangebiet der Laguna del Maule tritt vielfach stark silikathaltige Lava zu Tage (Rhyolith, Rhyodazit). Innerhalb der letzten 25.000 Jahre erfolgten im Gebiet 36 teils sehr heftige Vulkanausbrüche. Zwischen 2007 und 2014 wurden in der Caldera ungewöhnlich hohe Hebungsraten von rund 25 Zentimeter pro Jahr registriert, die höchsten bisher gemessenen bei einem nicht unmittelbar tätigen Vulkan. Diese sind als Hinweis auf einströmendes Magma in ein Reservoir in etwa 5 km Tiefe zu werten. Große rhyolithische Eruptionen sind bisher nur aus der Vergangenheit bekannt, es wird aber angenommen, dass sie sich durch längerfristige Vorzeichen ankündigen. Das Vulkangebiet Laguna del Maule ist daher ein wichtiges seismologisches Untersuchungsobjekt.
Ende Juli 2024, im Südwinter, wurde über das Aussenden von Schall durch den dünn zugefrorenen See berichtet, als einem Phänomen, das von Europa und Nordamerika her bekannt ist. Wind über der Eisfläche kann diese horizontal und vertikal belasten. Die Eisplatte ist an den Ufern eingespannt, will sich bei Temperaturänderung, etwa zwischen Tag und Nacht, jedoch ausdehnen und zusammenziehen. So belastetes Eis kann entlang langer Linien brechen. Bildet sich ein Riss, wandert die Rissfront sehr schnell entlang der Eisoberfläche. Das entstehende Geräusch ändert im kurzen Höreindruck daher rasch seine Lautstärke und durch Dopplereffekt seine Tonhöhe. Nicht berichtet wurde, ob die Tonaufnahme(n) in Luft, dem Seewasser, am Eis oder Felsboden abgenommen wurde.